# Canoagem nos Jogos Olímpicos de Verão de 2012 - K-1 1000 m masculino
A competição do K-1 1000 m masculino da canoagem nos Jogos Olímpicos de Verão de 2012 realizou-se nos dias 6 e 8 de agosto no Eton Dorney.

## Calendário
Horário local (UTC+1)
| Dia         | Horário | Fase          |
| ----------- | ------- | ------------- |
| 6 de agosto | 09:30   | Eliminatórias |
| 6 de agosto | 10:58   | Semifinal     |
| 8 de agosto | 09:30   | Final         |

## Medalhistas
| Ouro   | NOR Eirik Verås Larsen |
| Prata  | CAN Adam van Koeverden |
| Bronze | GER Max Hoff           |

## Resultados

### Eliminatórias
Os cinco melhores colocados em cada bateria mais o sexto melhor no geral avançam as semifinais.

#### Eliminatória 1
| Pos. | Nome               | CON              | Tempo    | Notas |
| ---- | ------------------ | ---------------- | -------- | ----- |
| 1    | Adam van Koeverden | CAN Canadá       | 3:28.697 | Q     |
| 2    | Marko Tomićević    | SRB Sérvia       | 3:30.693 | Q     |
| 3    | Miroslav Kirchev   | BUL Bulgária     | 3:30.768 | Q     |
| 4    | Jorge García       | CUB Cuba         | 3:30.852 | Q     |
| 5    | Tim Brabants       | GBR Grã-Bretanha | 3:31.869 | Q     |
| 6    | Pavel Nikolaev     | RUS Rússia       | 3:35.466 |       |
| 7    | Maximilian Benassi | ITA Itália       | 3:35.543 |       |
| 8    | Joshua Utanga      | COK Ilhas Cook   | 4:32.064 |       |

#### Eliminatória 2
| Pos. | Nome                | CON               | Tempo    | Notas |
| ---- | ------------------- | ----------------- | -------- | ----- |
| 1    | Anders Gustafsson   | SWE Suécia        | 3:34.419 | Q     |
| 2    | Ben Fouhy           | NZL Nova Zelândia | 3:35.610 | Q     |
| 3    | Aleh Yurenia        | BLR Bielorrússia  | 3:36.012 | Q     |
| 4    | Zhou Yubo           | CHN China         | 3:36.994 | Q     |
| 5    | Francisco Cubelos   | ESP Espanha       | 3:37.791 | Q     |
| 6    | Ahmad Reza Talebian | IRI Irã           | 3:39.504 |       |
| 7    | Mostafa Mansour     | EGY Egito         | 4:09.651 |       |

#### Eliminatória 3
| Pos. | Nome                | CON            | Tempo    | Notas |
| ---- | ------------------- | -------------- | -------- | ----- |
| 1    | René Holten Poulsen | DEN Dinamarca  | 3:30.284 | Q     |
| 2    | Max Hoff            | GER Alemanha   | 3:30.709 | Q     |
| 3    | Eirik Verås Larsen  | NOR Noruega    | 3:31.288 | Q     |
| 4    | Mohamed Mrabet      | TUN Tunísia    | 3:32.204 | Q     |
| 5    | Cyrille Carré       | FRA França     | 3:32.705 | Q     |
| 6    | Murray Stewart      | AUS Austrália  | 3:32.768 | q     |
| 7    | Marek Krajčovič     | SVK Eslováquia | 3:39.649 |       |

### Semifinais
Os quatro melhores em cada semifinal avançam para a final A. Os demais participantes avançam para a final B.

#### Semifinal 1
| Pos. | Nome                | CON               | Tempo    | Notas |
| ---- | ------------------- | ----------------- | -------- | ----- |
| 1    | Adam van Koeverden  | CAN Canadá        | 3:28.209 | Q     |
| 2    | Eirik Verås Larsen  | NOR Noruega       | 3:29.547 | Q     |
| 3    | René Holten Poulsen | DEN Dinamarca     | 3:30.247 | Q     |
| 4    | Tim Brabants        | GBR Grã-Bretanha  | 3:30.769 | Q     |
| 5    | Miroslav Kirchev    | BUL Bulgária      | 3:30.818 |       |
| 6    | Ben Fouhy           | NZL Nova Zelândia | 3:32.572 |       |
| 7    | Zhou Yubo           | CHN China         | 3:36.163 |       |
| 8    | Cyrille Carré       | FRA França        | 3:38.981 |       |

#### Semifinal 2
| Pos. | Nome              | CON              | Tempo    | Notas |
| ---- | ----------------- | ---------------- | -------- | ----- |
| 1    | Max Hoff          | GER Alemanha     | 3:29.294 | Q     |
| 2    | Aleh Yurenia      | BLR Bielorrússia | 3:29.825 | Q     |
| 3    | Anders Gustafsson | SWE Suécia       | 3:31.149 | Q     |
| 4    | Francisco Cubelos | ESP Espanha      | 3:31.833 | Q     |
| 5    | Jorge García      | CUB Cuba         | 3:31.937 |       |
| 6    | Murray Stewart    | AUS Austrália    | 3:32.975 |       |
| 7    | Marko Tomićević   | SRB Sérvia       | 3:43.589 |       |
| 8    | Mohamed Mrabet    | TUN Tunísia      | 3:44.545 |       |

### Finais

#### Final B
| Pos. | Nome             | CON               | Tempo    |
| ---- | ---------------- | ----------------- | -------- |
| 1    | Jorge García     | CUB Cuba          | 3:29.938 |
| 2    | Marko Tomićević  | SRB Sérvia        | 3:30.754 |
| 3    | Miroslav Kirchev | BUL Bulgária      | 3:33.051 |
| 4    | Cyrille Carré    | FRA França        | 3:33.513 |
| 5    | Mohamed Mrabet   | TUN Tunísia       | 3:33.515 |
| 6    | Ben Fouhy        | NZL Nova Zelândia | 3:34.710 |
| 7    | Zhou Yubo        | CHN China         | 3:36.110 |
| 8    | Murray Stewart   | AUS Austrália     | 3:40.834 |

#### Final A
| Pos.              | Nome                | CON              | Tempo    |
| ----------------- | ------------------- | ---------------- | -------- |
| Medalha de ouro   | Eirik Verås Larsen  | NOR Noruega      | 3:26.462 |
| Medalha de prata  | Adam van Koeverden  | CAN Canadá       | 3:27.170 |
| Medalha de bronze | Max Hoff            | GER Alemanha     | 3:27.759 |
| 4                 | René Holten Poulsen | DEN Dinamarca    | 3:29.483 |
| 5                 | Anders Gustafsson   | SWE Suécia       | 3:29.919 |
| 6                 | Aleh Yurenia        | BLR Bielorrússia | 3:32.396 |
| 7                 | Francisco Cubelos   | ESP Espanha      | 3:32.521 |
| 8                 | Tim Brabants        | GBR Grã-Bretanha | 3:34.833 |